# Pochodzenie nazwy Śląsk
Istnieje szereg hipotez, często wykluczających się, na temat pochodzenia nazwy „Śląsk”:

## Hipoteza rzeki Ślęzy
Według pierwszej hipotezy, nazwa Śląska bezpośrednio wywodzi się od żyjących w jego centralnej części plemienia Ślęzan (wzmiankowani przez Geografa Bawarskiego ok. 845), którzy z kolei mieliby zaczerpnąć swą nazwę od rzeki Ślęzy, nad którą mieli swe siedziby lub od pobliskiej góry Ślęży. Choć góra ta była od neolitu ośrodkiem kultu religijnego sąsiednich mieszkańców, znamy niewiele przypadków określenia plemion nazwami gór, w przeciwieństwie do nazw zaczerpniętych od rzek.
Jerzy Samuel Bandtkie na początku XIX w. wywiódł nazwę Śląsk właśnie od nazwy Ślęzy.
Nazwa rzeki i góry jest podawana jako jeden z wielu przedindoeuropejskich toponimów w tym rejonie Europy. Możliwe więc, że miejscowa ludność adaptowała przedindoeuropejską nazwę do języków celtyckich, germańskich czy słowiańskich, pojawiających się kolejno na terenie Śląska.
Nowe badania prof. Jürgena Udolpha przychylają się do twierdzenia, że nazwa Śląsk pochodzi od nazwy Ślęzy i wskazał przy tym na wiele plemion słowiańskich, których nazwy pochodzą od rzek. Jego zdaniem nawet ewentualny rdzeń sil- nie wskazywałaby na germańskość nazwy, ponieważ rdzeń sil- spotyka się w nazwach wielu rzek np. Sile w Wenecji, Silla w Asturii, Silinka w Rosji.

## Hipoteza Silingów
W niemieckich pracach z XIX wieku – m.in. Ignaza Imsiega – nazwa Śląska wywiedziona została z plemieniem Silingów, wymienianych przez Ptolemeusza w II wieku. Według naukowców niemieckich nazwa Śląska i Silingów są etymologicznie powiązane.
Próbowano, powołując się na Ptolemeusza, zaprzeczać związkom Silingów ze Śląskiem, ponieważ Silingowie mieli zamieszkiwać tereny Łużyc. Jednak, jak zauważył profesor Kazimierz Godłowski, umiejscowienie Silingów na Łużycach jest zupełnie niemożliwe, gdyż obszar ten nie wykazywał wtedy śladów osadnictwa ludzkiego i najprawdopodobniej był zupełnie niezamieszkany.

### Krytyka hipotezy
Od lat 30. XX wieku prowadzone były lingwistyczne badania W. Semkowicza i M. Rudnickiego, którzy uznali że nie jest prawdopodobne by rdzeń Sil- (jakoby pochodzący od Silingów) mógł się zmienić w:
- „Sleenzane” u Geografa Bawarskiego z ok. 845 r.,
- „Zlasane” w dokumencie praskim z 1086 r.,
- „Selenza”, w nazwie rzeki Ślęzy, w bulli papieża Hadriana IV z 1155 roku

## Hipoteza ślęgu
Polscy lingwiści wywodzili słowo Śląsk od „ślęg”, co oznacza wilgoć, słotę, co nawiązuje do wilgotności góry Ślęży i płynącej przez mokradła rzeki Ślęzy.
Prof. Stanisław Rospond zbadał najdawniejsze dokumenty z XII wieku i XIII wieku, zauważając, że nazwy z tego okresu zapisywano w formie: Slesia, Slezia, Zlesensis, czyli mającej starosłowiański źródłosłów ślęg, gdy mające mieć jakoby związek z Silingami formy Silesia, Silensis zaczęła pojawiać się znacznie później – już w czasach nowożytnych, prawdopodobnie „za sprawą lektury Thietmara, który jako pierwszy słowiańskiej nazwie Śląsk nadał dostosowaną do grafiki i fonetyki niemieckiej formę Silensia”.
Za tą hipotezą przemawia również fakt, że w języku czeskim nazwa Śląska brzmi Slezsko – zaczyna się od Sle- a nie Sil-. Potwierdza to również zestawienie form nazwy „Śląsk” w językach słowiańskich (cz. Slezsko, kaszub. Szląsk, Szląsko, górnołuż. Šleska, serb. Шлеска) i germańskich (niem. Schlesien, dś. Schläsing), która pomimo innego zapisu jest podobna w brzmieniu.